# Johnny Wickström
Johnny Wickström (30 de marzo de 1957) fue un piloto de motociclismo finlandés.

## Biografía
Wickström hace su debut en el Mundial en el GP de Finlandia de 1977, que sin embargo no termina debido a un retiro. La primera carrera que concluye en una colocación que le permite alcanzar los puntos del campeonato mundial es la GP de Suecia 1979, que concluye en la décima posición, solo este punto lo hace aparecer por primera vez. En la clasificación de pilotos, precisamente en el puesto 42.
El primer podio en el Campeonato del Mundo se realizó en 1982, cuando acabó segundo en el GP de Francia. Ese mismo año subió nuevamente al podio, finalizando tercero en el GP de Finlandia. Estas dos podios serían los únicos en su carrera en el campeonato mundial.
En 1983 no obtiene posiciones que le permitan subir al podio, pero, gracias al séptimo lugar en el mundo con 42 puntos, es la mejor temporada de Wickström por lo que se refiere a la colocación final en la clasificación de pilotos y por los puntos totales. La carrera de Wickström en el Mundial siguió hasta 1992 hasta sumar un total de 130 carreras, todas ellas en la categoría de 125.
Aparte de su participación en el Mundial, Wickström se adjudicó el Campeonato finlandés de Velocidad en 1980 en la categoría de 125.

## Resultados de carrera

### Campeonato del Mundo de Motociclismo

#### Carreras por año
Sistema de puntos desde 1969 a 1987:
| Posición | 1.º | 2.º | 3.º | 4.º | 5.º | 6.º | 7.º | 8.º | 9.º | 10.º |
| Puntos   | 15  | 12  | 10  | 8   | 6   | 5   | 4   | 3   | 2   | 1    |

Sistema de puntos desde 1988 a 1992:
| Posición | 1.º | 2.º | 3.º | 4.º | 5.º | 6.º | 7.º | 8.º | 9.º | 10.º | 11.º | 12.º | 13.º | 14.º | 15.º |
| Puntos   | 20  | 17  | 15  | 13  | 11  | 10  | 9   | 8   | 7   | 6    | 5    | 4    | 3    | 2    | 1    |

(Carreras en negrita indica pole position, carreras en cursiva indica vuelta rápida)
| Año  | Clase | Moto          | 1      | 2      | 3       | 4      | 5       | 6       | 7       | 8       | 9       | 10      | 11      | 12      | 13      | 14     | Pts. | Pos. |
| ---- | ----- | ------------- | ------ | ------ | ------- | ------ | ------- | ------- | ------- | ------- | ------- | ------- | ------- | ------- | ------- | ------ | ---- | ---- |
| 1977 | 125cc | Yamaha        | VEN -  | AUT -  | ALE -   | NAC -  | ESP -   | FRA -   | YUG -   | NED -   | BEL -   | SUE -   | FIN Ret |         | GBR -   |        | 0    | -    |
| 1978 | 125cc | Morbidelli    | VEN -  | ESP -  | AUT -   | FRA -  | NAC -   | NED -   | BEL -   | SUE 18  | FIN 16  | GBR -   | ALE -   |         | YUG -   |        | 0    | -    |
| 1979 | 125cc | Morbidelli    | VEN -  | AUT -  | ALE -   | NAC -  | ESP -   | YUG -   | NED -   | BEL -   | SUE 10  | FIN 15  | GBR -   | CHE -   | FRA Ret |        | 1    | 42.º |
| 1980 | 125cc | MBA           | NAC -  | ESP -  | FRA -   | YUG -  | NED -   | BEL 14  | FIN 10  | GBR 16  | CHE 19  | ALE 19  |         |         |         |        | 1    | 29.º |
| 1981 | 125cc | MBA           | ARG -  | AUT 15 | ALE 8   | NAC -  | FRA 16  | ESP Ret | YUG -   | NED 13  |         | RSM 13  | GBR 14  | FIN 6   | SUE 9   |        | 10   | 16.º |
| 1982 | 125cc | MBA           | ARG -  | AUT 15 | FRA 2   | ESP 6  | NAC 8   | NED 10  | BEL 11  | YUG Ret | GBR 16  | SUE 9   | FIN 3   | CHE 11  |         |        | 33   | 10.º |
| 1983 | 125cc | MBA           |        | FRA 4  | NAC 17  | ALE 13 | ESP Ret | AUT 7   | YUG 4   | NED 5   | BEL 4   | GBR Ret | SUE 4   | RSM Ret |         |        | 42   | 7.º  |
| 1984 | 125cc | MBA           |        | NAC 7  | ESP 16  |        | ALE 8   | FRA 8   |         | NED Ret |         | GBR 9   | SUE 5   | RSM 9   |         |        | 20   | 11.º |
| 1985 | 125cc | MBA           |        | ESP 7  | GER 10  | NAT 6  | AUT 16  |         | NED Ret | BEL 9   | FRA 14  | GBR 19  | SWE 7   | RSM 10  |         |        | 17   | 11.º |
| 1986 | 125cc | MBA-Tunturi   | ESP 5  | NAT 9  | GER 9   | AUT 15 |         | NED 6   | BEL 11  | FRA 8   | GBR 4   | SWE 6   | RSM Ret | BWU 9   |         |        | 33   | 9.º  |
| 1987 | 125cc | MBA (Tunturi) |        | SPA 11 | GER 13  | NAT 12 | AUT 9   |         | NED 11  | FRA 6   | GBR 4   | SWE 5   | CZE Ret | RSM Ret | POR Ret |        | 21   | 11.º |
| 1988 | 125cc | Honda         |        |        | ESP Ret |        | NAT 10  | GER Ret | AUT 14  | NED 17  | BEL 27  | YUG 16  | FRA Ret | GBR 8   | SWE 7   | CZE 28 | 25   | 18.º |
| 1989 | 125cc | Honda         | JPN 16 | AUS 14 |         | SPA 19 | NAT 18  | GER 14  | AUT DNQ |         | NED DNQ | BEL 23  | FRA 16  | GBR 24  | SWE 10  | CZE 22 | 10   | 33.º |
| 1990 | 125cc | JJ Cobas      | JPN 19 | SPA 22 | NAT 15  | GER 8  | AUT Ret | YUG 14  | NED 18  | BEL 19  | FRA 16  | GBR 16  | SWE 14  | CZE 18  | HUN 20  | AUS 18 | 13   | 26.º |
| 1991 | 125cc | JJ Cobas      | JAP 26 | AUS 20 | ESP -   | ITA 15 | ALE 15  | AUT 25  | EUR 22  | NED 21  | FRA 28  | GBR 13  | RSM 24  | CHE 20  |         | MAL -  | 5    | 36.º |
| 1992 | 125cc | Honda         | JAP -  | AUS -  | MAL -   | ESP -  | ITA -   | EUR -   | ALE -   | NED -   | HUN -   | FRA -   | GBR 24  | BRA 24  | RSA 21  |        | 0    | -    |